# Trusted Shops
Trusted Shops è una società fondata a Colonia, in Germania, nel 1999, che offre ai negozi online e ai loro clienti servizi per costruire fiducia nel mondo digitale. Questo avviene tramite un sigillo di qualità, un processo di garanzia di rimborso e un sistema di recensioni verificate di clienti reali. I rivenditori online possono ricevere assistenza per soddisfare i requisiti legali. Circa 30.000 negozi online mostrano il Sigillo di Qualità sul loro sito web nel settembre 2022.

## Storia dell'azienda

### Fondazione
L'azienda è stata fondata a Colonia (Germania) nel 1999 come joint venture tra Gerling Speziale Kreditversicherungs AG e la società di consulenza aziendale Impact Business & Technology Consulting GmbH . Jean-Marc Noël e Ulrich Hafenbradl sono tra i fondatori.  L'azienda ha iniziato a operare un anno dopo. La sua offerta consisteva in un sigillo di qualità di cui i negozi online affidabili si possono fregiare. Fin dall'inizio, l'azienda offre una garanzia di rimborso per proteggere gli ordini dei clienti che acquistano dai negozi verificati. Entro la metà di novembre 2000, circa 100 negozi avevano ottenuto il Sigillo di Qualità.

### Sviluppo
| Numero di negozi con il Sigillo di Qualità | Numero di negozi con il Sigillo di Qualità |
| ------------------------------------------ | ------------------------------------------ |
| novembre 2000                              | circa 100                                  |
| ottobre 2001                               | circa 200                                  |
| novembre 2006                              | 1.600                                      |
| gennaio 2008                               | più di 2.570                               |
| novembre 2008                              | circa 3.000                                |
| novembre 2009                              | 6.000                                      |
| novembre 2010                              | più di 9.000                               |
| maggio 2013                                | più di 10.000                              |
| novembre 2015                              | più di 20.000                              |
| maggio 2017                                | più di 25.000                              |

Il numero di negozi online che mette in mostra il Sigillo di Qualità è cresciuto negli anni successivi. Mentre erano 9.000 nel 2010, nel 2022 più di 30.000 negozi online presentano il Sigillo di Qualità sulla loro pagina web.
Nel 2009, l'azienda ha offerto agli eCommerce interessati il servizio di recensioni verificate.
Trusted Shops France SARL è stata fondata nel 2017 come filiale interamente controllata da Trusted Shops GmbH, e un anno dopo è stata fondata la filiale polacca. La filiale spagnola è stata fondata nel settembre 2019, mentre quella olandese nell'ottobre 2019.

## Personale e sedi
La sede principale dell'azienda si trova a Colonia (Germania). Altre sedi sono in Francia (Lille), nei Paesi Bassi (Amsterdam), in Polonia (Varsavia) e in Spagna (Barcellona). Al momento, l'azienda dà impiego a oltre 800 persone.

### Proprietari
Secondo le informazioni basate sull'esercizio finanziario 2017 fornite da Bisnode, due fondi Crédit Agricole ( CA Innovation 10 e LCL Innovation 2009 ) detengono congiuntamente il 10% delle azioni di Trusted Shops. Due fondi di private equity e infrastrutture di proprietà dell'investitore francese Omnes Capital (Capital Invest PME 2014 e Capital Invest PME 2015) detengono congiuntamente il 4%. Sohano GmbH possiede il 23% ed Entract GmbH il 38%. Il 25% è detenuto da Global Founders Capital GmbH & Co (appartenente a Rocket Internet).